# Panenský rybník
Panenský rybník je vodní plocha nacházející se u Pertoltic, obce na severu České republiky, ve Frýdlantském výběžku Libereckého kraje.

## Poloha a historie
Nachází se severně od silnice číslo I/13 v jejím úseku mezi Arnolticemi, částí Bulovky, a Pertolticemi. Protéká jím Panenský potok, jenž tvoří levostranný přítok Pertoltického potoka. Plocha rybníka činí 3,24 hektaru. Vodní nádrž byla vybudována v letech 1950 a 1951. Začátkem srpna roku 2010 postihly zdejší oblast povodně, které Dan Ramzer starosta Frýdlantu, centra zdejšího regionu, označoval za tisíciletou vodu. Během nich se 7. srpna 2010 hráz rybníka protrhla. Během rekonstrukce pak na něm liberecký kameník Bohumil Hauptmann realizoval nový bezpečnostní přeliv.
Pro zájemce o rybolov spravuje vodní plochu frýdlantská místní organizace Českého rybářského svazu. Řadí se mezi mimopstruhové revíry, přičemž lov ryb z hráze je zakázán.